# Parvati
Parvati (Sanskrit: पार्वती, Kannada: ಪಾರ್ವತಿ IAST: Pārvatī) là một nữ thần trong Hindu giáo. Parvati, cũng được xác định là Adi Parashakti, Devi, Shakti, Bhavani, Durga, Amba và nhiều tên khác, là mang năng lượng nữ (Shakti), là vợ của Shiva và là hóa thân khuyến thiện của Đại Thiên Nữ Mahadevi. Parvati được xem là một hiện thân hoàn chỉnh của Adi Parashakti- nữ thần sáng thế tối cao, người mà tất cả các nữ thần khác đều là hiện thân của bà.
Trên danh nghĩa, Parvati là người phối ngẫu thứ hai của thần Shiva, vị thần phá hủy và tái sinh trong Hindu Giáo. Tuy nhiên, thần Parvati khác với thần Satī (thần hạnh phúc gia đình và tuổi thọ)- hóa thân của người vợ thứ nhất của Shiva. Parvati là mẹ của các nam thần và nữ thần như thần voi Ganesha và thần chiến tranh Skanda (Kartikeya). Ở vài nơi người ta còn tin rằng bà là chị em với thần bảo tồn Vishnu. Bà cũng được xem là con gái của thần tuyết Himavat.
Parvati, khi được miêu tả cùng với Shiva, thường xuất hiện với hai cánh tay; nhưng khi được miêu tả một mình, thần có 4 hoặc 8 cánh tay có mang theo một con hổ hoặc sư tử. Thường được xem là nữ thần từ bi, Parvati cũng có các hóa thân: nữ thần 8 tay Durga biểu tượng của chiến thắng của cái Thiện trước cái Ác, nữ thần Kali hiện thân của sự hủy diệt vũ trụ, thần băng giá Shitala Devi, nữ thần sao Tara- người cứu giúp các linh hồn trong biển cả ảo giác, thần Chandi, thần Kathyayini, thần Mahagauri, thần hoa sen Kamalatmika, nữ thần Bhuvaneshwari- nữ thần của vũ trụ và của các thế giới, thần của ba thế giới Lalita và các vị nữ thần (Mahavidya) khác.
Tiếng Việt biết đến vị thần này qua một biến thể mang tên Ngu Ma, tức Uma, được người Chàm thờ trong đền Po Nagar, Nha Trang.

## Tên gọi

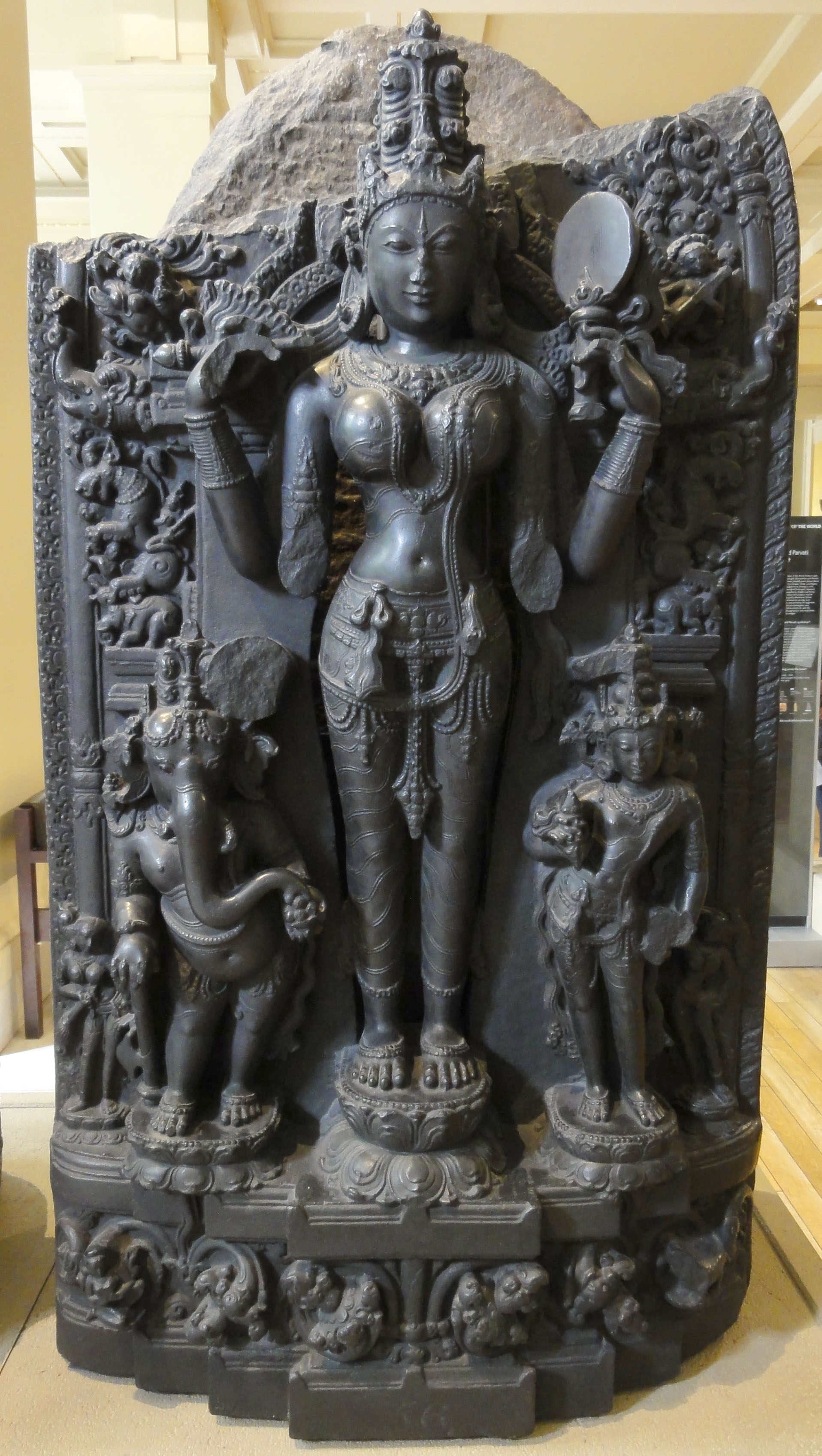

Parvata là một từ tiếng Phạn (Sanskrit) mang nghĩa là "núi"; "Parvati" được dịch là "cô gái của núi"; Parvati được sinh ra là con của thần Himavat, vị chúa tể cai quản núi non và là hiện thân của thần núi Himalayas. Các tên khác của Parvati có liên quan đến núi là Shailaja (nghĩa là "con gái của núi"), Nagza hoặc Shailputri (nghĩa là "con gái của núi"), và 'Girirajaputri' (nghĩa là "con gái của vua núi"). Tên Parvati thỉnh thoảng cũng được xem là biến thể của từ 'pavitra', có nghĩa là "thanh khiết" hay "thần thánh" theo tiếng Phạn.
Bà được biết đến với 108 tên trong tập Durga Saptashati. Những cái tên này bao gồm Ambika ('người mẹ trìu mến'), Gauri ('Mỹ Dung'), Shyama ('Hắc Dung'), Bhairavi ('tuyệt trần'), Kumari ('trinh trắng'), Kali ('da đen'), Umā, Lalita, Mataji ('người mẹ đáng kính'), Sahana ('tinh khiết'), Durga, Bhavani, Shivaradni hoặc Shivaragyei ('nữ hoàng của Shiva'), và hàng trăm tên khác. Cuốn Lalita sahasranama có danh sách đáng tin cậy 1000 tên gọi của Parvati.
Hai trong số các tên gọi ý nghĩa và nổi tiếng của Parvati là Uma và Aparna. Tên Uma được dùng cho Sati trong các truyện cổ xưa hơn, nhưng trong truyện Ramayana, tên này đồng nghĩa với Parvati. Trong Harivamsa, Parvati được xem là thần Aparna ('Người không cần ăn uống') và thần Aparna cũng đuwọc công nhận là một Uma, người mà vẫn được mẹ nuôi dưỡng trong sự khổ hạnh và thường khuyên ngăn bà bằng câu u mā ('ôi, đừng làm thế').
Có một sự mâu thuẫn đó là Parvati vừa là vị thần da sáng Gauri, vừa là vị thần da đen Kali hay là Shyama; điều này có thể được giải thích bằng thần thoại Hindu sau: Một lần, Shiva chế nhạo Parvati về làn da đen của bà. Parvati giận dữ bỏ đi và thực hành một chế độ tu tập khổ hạnh để hưởng ân huệ từ thần sáng thế Brahma là một làn da trắng.
Parvati cũng là nữ thần của tình thương và sự dâng hiến Kamakshi.

## Parvati là nữ thần năng lượng

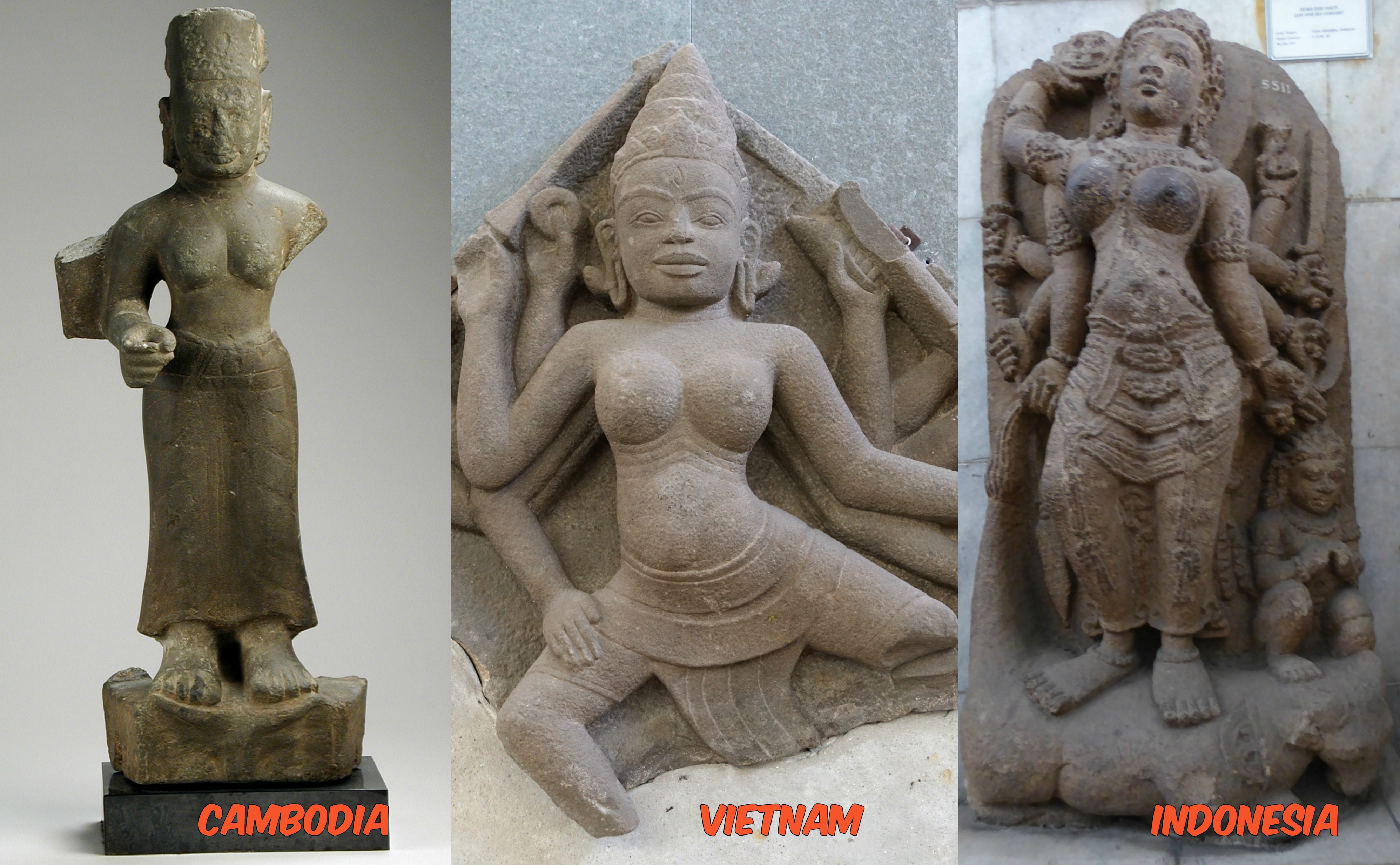
Tượng thần Parvati (Durga) tại Đông nam Á, Thế kỷ 7/8 ở Campuchia, thế kỷ 10/11 ở Việt Nam, thế kỷ 8/9 ở Indonesia.

Là một hóa thân hiện thực của Adi parashakti, Parvati là nữ thần mang năng lượng nữ. Bà là một trong những vị thần mang đến năng lượng sống ('Shakti') cho tất cả các sinh vật; không có bà, mọi sinh vật sẽ bất động. Thân thể bà chính là năng lượng nữ; chính xác là, bà hiện diện trong mọi cơ thể sống dưới dạng năng lượng. Không có năng lượng, con người không thể làm gì, ngay cả không thể tập yoga.
Shakti cần thiết cho mọi cá thể sống, dù cho đó là ba vị thần tối cao Trimurti, là các thần (Deva), con người, loài vật hay ngay cả cây cối. Parvati là nguồn cung cấp năng lượng. Không có bà, sự sống hoàn toàn ngừng chảy. Năng lượng này cần thiết để nhìn, để nghe, cảm thấy, suy nghĩ, hít ra thở vào, đi đứng, ăn uống và nhiều thứ khác. Bà được tất cả các thần khác thờ phụng, gồm cả ba vị thần Trimurti, thần rishis, và tất cả các sinh linh khác cũng đều thờ phượng bà.
Một mật chú (mantra) tiếng Phạn nhắc đến bà là:
SARVARUPE SARVESHE SARVASHAKTI SAMANVITE BHAI BYASTRA HE NO DEVI DURGE DEVI NAMAUSTUTE
Có nghĩa là:
Chúng ta cúi đầu trước thần Maa Durga, một hiện thân ác của Parvati, Người là nguồn gốc của mọi dạng sống (sarvarupe); người là chúa tể của muôn loài (sarveshe); mọi năng lượng tồn tại trong hình hài của Người(Sarvashakti samanvite); là Người đã phá tan mọi sợ hãi trên đời (bhai bhyastra).

## Trở nên nổi tiếng
Parvati không được miêu tả rõ rệt trong kinh Vệ Đà, dù rằng trong kinh Kena Upanishad (3.12) có nói đến một vị thần tên là Uma-Haimavati. Bà xuất hiện như là một shakti, hay năng lượng tối cần thiết, của Đấng Tạo Hóa tối cao Brahman. Vai trò chính của bà là người hòa giải, người mang trí tuệ của thần Brahma đến cho tam thần của Vệ Đà là Agni, Vayu và Indra, những vị thần huyên hoang khoác lác về các chiến công gần đây của họ chống lại quỷ dữ. Nhưng Kinsley lưu ý rằng: "Parvati được miêu tả về sau này với hình ảnh của nữ thần Satī-Pārvatī, dù rằng [..] các văn bản sau này tán dương Śiva and Pārvatī và kể lại câu chuyện đến nỗi không nghi ngờ gì nữa, Parvati chính là vợ thần Śiva." Cả các bằng chứng bằng văn bản và khảo cổ học đều chứng minh hình tượng Sati-Parvati xuất hiện trong thời kỳ sử thi (năm 400 trước Công nguyên–400 sau Công nguyên), khi mà cả truyện Ramayana và truyện Mahabharata đều miêu tả Parvati là vợ Shiva. Tuy nhiên, phải đến khi các vở kịch của Kalidasa (thế kỷ V-VI) và Puranas (từ thế kỷ IV-XIII) thì thần thoại về Sati-Parvati và Shiva mới có được những chi tiết toàn diện hơn. Kinsley cho biết thêm rằng Parvati có thể đã xuất hiện từ truyền thuyết về các nữ thần phi aryan sống trên núi.